# IAR 80
De IAR 80 was een uit Roemenië afkomstig gevechtsvliegtuig ontwikkeld en gebouwd door de Industria Aeronautică Română. Ten tijde van de eerste vlucht in 1939 was het toestel gelijkwaardig aan de Duitse Messerschmitt Bf 109, de Britse Hawker Hurricane, en de Amerikaanse Curtiss P-40 Warhawk, en superieur aan de Poolse PZL P.24.